# Дзержинское (Северо-Казахстанская область)
Дзержинское (каз. Дзержинское) — село в Тимирязевском районе Северо-Казахстанской области Казахстана. Административный центр и единственный населённый пункт Дзержинского сельского округа. Код КАТО — 596235100.

## История
Указом ПВС Казахской ССР от 16.08.1971 года посёлку центральной усадьбы совхоза «Дзержинский» присвоено наименование село Дзержинское.

## Население
В 1999 году население села составляло 675 человек (327 мужчин и 348 женщин). По данным переписи 2009 года, в селе проживало 339 человек (174 мужчины и 165 женщин).